# Модзеле-Скудоше
Модзеле-Скудоше (пол. Modzele-Skudosze) — село в Польщі, у гміні Ломжа Ломжинського повіту Підляського воєводства.
Населення — 244 особи (2011).
У 1975-1998 роках село належало до Ломжинського воєводства.

## Демографія
Демографічна структура станом на 31 березня 2011 року:
|          | Загалом | Допрацездатний вік | Працездатний вік | Постпрацездатний вік |
| -------- | ------- | ------------------ | ---------------- | -------------------- |
| Чоловіки | 123     | 33                 | 74               | 16                   |
| Жінки    | 121     | 27                 | 60               | 34                   |
| Разом    | 244     | 60                 | 134              | 50                   |